# Verneuil-sur-Indre

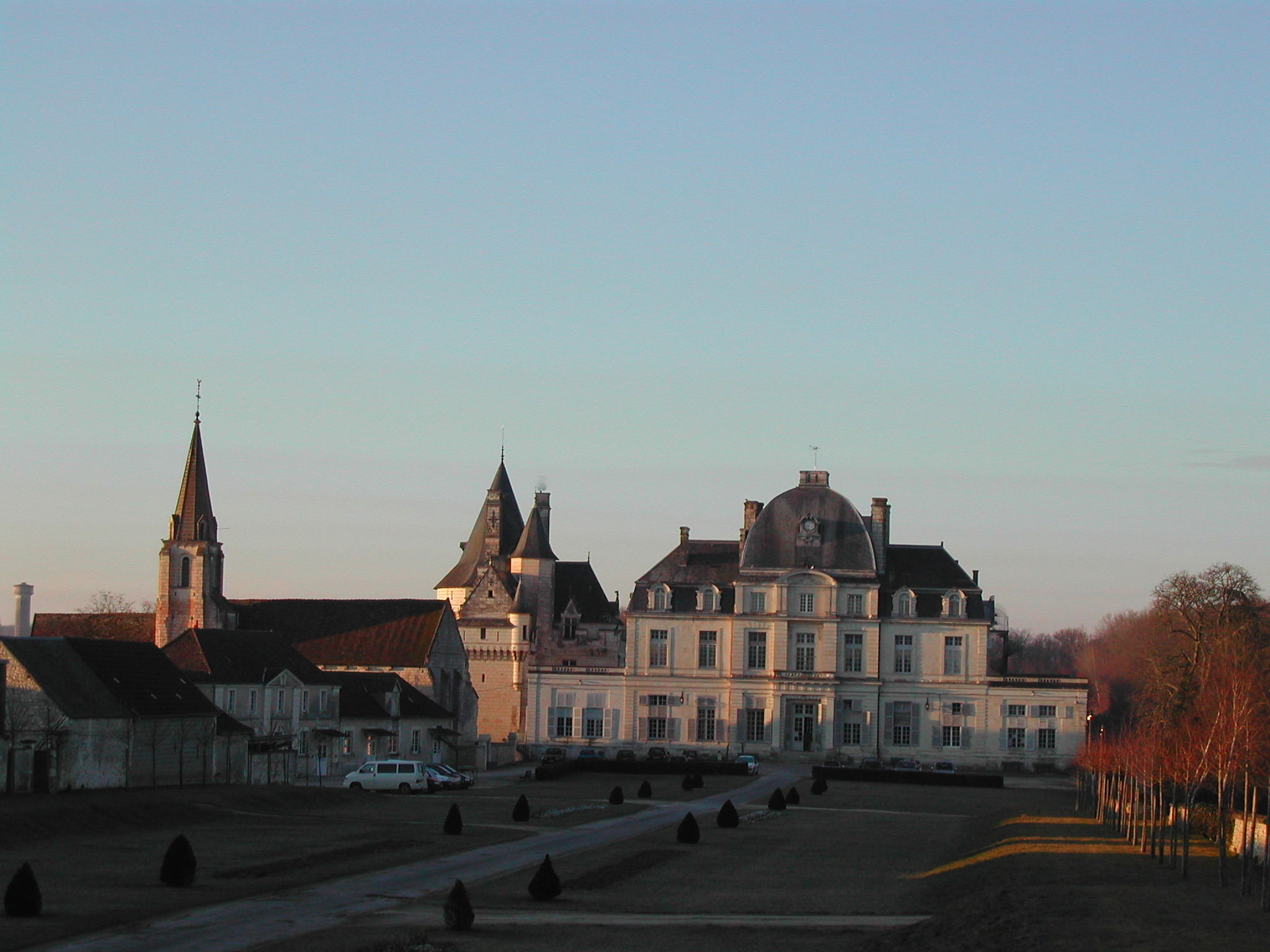

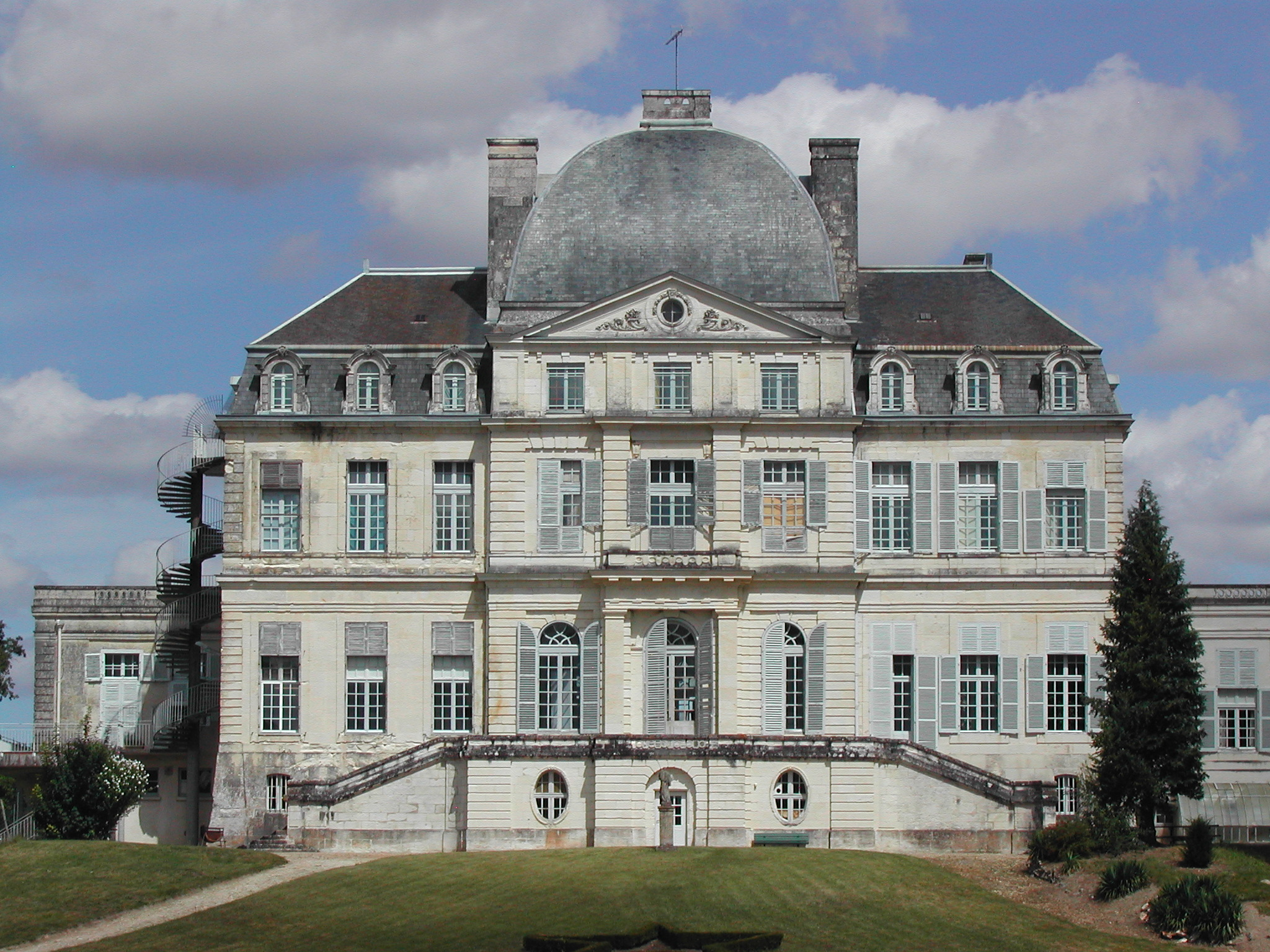

Verneuil-sur-Indre is een gemeente in het Franse departement Indre-et-Loire (regio Centre-Val de Loire) en telt 479 inwoners (1999). De plaats maakt deel uit van het arrondissement Loches.

## Geografie
De oppervlakte van Verneuil-sur-Indre bedraagt 38,5 km², de bevolkingsdichtheid is 12,4 inwoners per km².
De onderstaande kaart toont de ligging van Verneuil-sur-Indre met de belangrijkste infrastructuur en aangrenzende gemeenten.

## Demografie
Onderstaande figuur toont het verloop van het inwonertal (bron: INSEE-tellingen).